# Златоуст
Златоуст (на руски: Златоуст) е град в Челябинска област, Русия. Административен център на Златоустовски градски окръг.
Разположен е на склоновете на планината Урал. Населението му е 
167 978 души през 2017 година, което го прави 112-ия по население град в страната от 1112 града. Намира се в часова зона UTC+6. Има железопътна гара. Център е на желязноруден басейн. Развити са рудодобива, металургията, точното машиностроене, хранителната промишленост. Културно средище на Южен Урал.
С Разпореждане на руското правителство № 1398-R от 29 юли 2014 г. „За утвърждаване списъка на моноградовете“ Златоусткият градски окръг е включен в категорията на „Еднопрофилни общински образувания в Руската федерация (моноградове), в които има риск от влошаване на социално-икономическото положение“.
Един от най-високите планински градове на Урал, жилищните квартали се намират на височина 400 – 600 m надморска височина. На изток от града е границата между Европа и Азия.

## История
Градът е основан през 1754 година, заедно с металургичния завод, в близост до църква, наименувана на Йоан Златоуст, и носи неговото име.
В указа на Берг-колегията от 31 август 1754 г. е казано, че по договора от 1751 г. „е наредено заводът да се преименува и пише Златоустовски“. По този начин заводът получава името си дълго преди началото на строителството. Той е наречен на името на византийския църковен деятел и проповедник на християнството Йоан Златоуст (около 350 – 407), като мотивите за избор на името не са съвсем ясни. Според местни историци, образът на Йоан Златоуст е бил фамилна икона на семейството на основателя завода предприемачът Алексей Мосолов. Срещаните в литературата указания за поява названието на завода и града след построяването на църквата „Свети Йоан Златоуст“ се основават на предположения и нямат доказателствена база.
През 1815 г. тук е построена оръжейна фабрика. През 1903 г. в Златоуст се извършва разстрел на работническа демонстрация.

## Личности
Родени в града
- Анатолий Карпов, 12-и световен шампион по шахмат
- Борис Шапошников – маршал на Съветския съюз
- Лидия Скобликова – двукратна световна шампионка, спечелила 6 златни олимпийски медала по бързо пързаляне с кънки